# Potschwennitschestwo

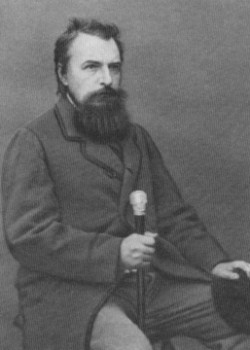
Wichtigster Theoretiker des Potschwennitschestwo war der Dichter Apollon Grigorjew (1822–1864).

Potschwennitschestwo (russisch: почвенничество, etwa: „Rückkehr zum Erdboden“) war eine Strömung innerhalb der russischen Slawophilen Bewegung des 19. Jahrhunderts. Im Unterschied zu anderen Slawophilen lehnten die Potschwenniki den Westen nicht in toto ab, sondern strebten eine Synthese von russischer Kultur und westlichem Denken an. Begründer der Bewegung waren Nikolai Strachow, Nikolai Danilewski und Konstantin Leontjew, ihr tonangebender Denker und Sprecher wurde bald jedoch Apollon Grigorjew. Auch Fjodor Dostojewski hing ihr an.

## Geschichte
Ebenso wie die übrige Slawophile Bewegung war Potschwennitschestwo eine Reaktion auf die Verwestlichung Russlands, die mit den Reformen Peters I. im 18. Jahrhundert begonnen hatte. Als Inbegriff des Russischen sahen die Potschwenniki die dörfliche Volksgemeinschaft an. Sie wollten diese vom westlichen Einfluss jedoch nicht abschirmen, sondern beide miteinander versöhnen. Den Anti-Individualismus der anderen Slawophilen lehnten sie scharf ab.
Dostojewski stellte der Bewegung von 1861 bis 1865 seine Zeitschriften Wremja und Epocha zur Verfügung. Nachdem er sich in der sibirischen Verbannung vom Frühsozialismus abgewandt hatte, glaubte er an eine friedliche Transformation der Gesellschaft, deren Voraussetzung darin bestehe, dass die verwestliche Oberschicht bzw. Intelligenzija ihre Wurzeln im einfachen russischen Volk wiederherstelle. Machtvoll miteinander verbunden seien beide bereits durch den christlichen Glauben und würden nach ihrer Versöhnung gemeinsam an der organischen Entwicklung Russlands mitwirken. Grigorjew hatte eine verstärkt demokratische, klassenlose Nation vor Augen, in der Adel und Unterklassen gleichwertige Partner seien. Eine machtvolle Rolle kam dabei der Kunst zu, deren Aufgabe Grigorjew darin sah, die Idee einer versöhnten russischen Gesellschaft ins Bild umzusetzen. Kritik übten die Potschwenniki an den übrigen Slawophilen auch wegen deren Idealisierung der russischen Bauernschaft, die nach ihrer eigenen Auffassung ebenso von der Oberschicht lernen solle, wie letztere von der ersteren lernen müsse.
In seinem Roman Die Dämonen artikulierte Dostojewski den Potschwennitschestwo durch die Figur Schatow.
Am Ende des 19. Jahrhunderts lebte die Bewegung noch einmal auf, und erneut im 20. Jahrhundert, beide Male jedoch mit Akzenten, die sich von Grigorjews Position stark fortentwickelt hatten.